# Olivier Sauton
Pour les articles homonymes, voir Sauton.
Olivier Sauton est un comédien français.

## Biographie
Il naît et grandit à Angers. Il quitte rapidement la faculté de droit pour débuter des études de théâtre, d'abord au Cours Florent durant un stage d'été sous la direction d'Elise Arpentinier, puis au cours Jean-Laurent Cochet sur le conseil de Jean-Claude Brialy. Après trois années d'études, il écrit, met en scène et joue un one-man show intitulé Tu crois pas si bien rire dans différentes salles parisiennes et en province. Repéré par les productions Juste pour rire, il participe au festival de Montréal dans la catégorie « Révélations de l'année » en 2006.  Il continue de jouer son one-man show sous le titre Comique crevard dans différentes salles, et en particulier au théâtre du Point-Virgule. Parallèlement, il joue une pièce de théâtre de Patrick Hernandez, Son mec à moi au théâtre Galabru et Parmentier. Il passe également régulièrement dans l'émission Pliés en 4, présentée par Cyril Hanouna, ainsi que sur Rires et Chansons. Il écrit, met en scène et joue une pièce de théâtre Au pays de Sushi, qui est jouée au théâtre des Blancs-Manteaux.  Il co-écrit (avec Benjamin Elharrar) et met en scène une pièce de théâtre Paris - Barbès - Tel-Aviv. Son seul en scène Fabrice Luchini et moi dans lequel il imagine la rencontre d'un jeune comédien - inspiré de lui-même - avec son idole Fabrice Luchini; remporte  le Prix du public en 2015 au Festival off d'Avignon.

## Polémique
Depuis les années 2010, il est ami ou proche de Dieudonné et apparaît dans deux films réalisés par ce dernier, L'Antisémite (dont il est également co-scénariste) et Métastases.
En 2017, il est rattrapé par d'anciens tweets antisémites, négationniste et racistes; il présente ses excuses via une lettre, l'affaire conduit à la déprogrammation de son spectacle par le théâtre La Bruyère. Le producteur du spectacle met quant à lui un terme à ses relations avec Olivier Sauton,.

## Théâtre
- Son mec à moi avec Patrick Hernandez, théâtre Montmartre-Galabru et théâtre Parmentier
- Au pays de Sushi
- Paris - Barbès - Tel-Aviv
- Fabrice Luchini et moi, théâtre de l'Archipel et théâtre La Bruyère[5],[6]

## Filmographie
- 2014 : Le Mystère des jonquilles, de Jean-Pierre Mocky
- 2012 : Métastases, de Dieudonné
- 2011 : L'Antisémite, de Dieudonné

## Festivals
- Juste pour rire, Festival de Montréal, "révélations de l'année" en 2006.
- Festival de Cassis
- Festival du Puy Saint Vincent,
- Devos de l'humour,
- Paris fait sa comédie, Avignon
- Festival Top In Humour
- Festival d'Avignon